# Lista odcinków serialu MacGyver (1985)
Poniżej znajduje się lista odcinków serialu MacGyver emitowanego przez ABC w latach 1985-1992.

## Podsumowanie
| Seria | Seria               | Liczba odcinków | Czas emisji |
| ----- | ------------------- | --------------- | ----------- |
|       | Sezon 1 (1985-1986) | 22              | 1985 - 1986 |
|       | Sezon 2 (1986-1987) | 22              | 1986 - 1987 |
|       | Sezon 3 (1987-1988) | 20              | 1987 - 1988 |
|       | Sezon 4 (1988-1989) | 19              | 1988 - 1989 |
|       | Sezon 5 (1989-1990) | 21              | 1989 - 1990 |
|       | Sezon 6 (1990-1991) | 21              | 1990 - 1991 |
|       | Sezon 7 (1991-1992) | 14              | 1991 - 1992 |

### Sezon 1 (1985-1986)
| 1 | Pilot                    | Pilot                                                         | 29 września 1985     |
| W tajnej, podziemnej placówce badawczej w Bannon w stanie Nowy Meksyk dochodzi do wybuchu. Na skutek eksplozji z zabezpieczonych zbiorników zaczynają wyciekać toksyczne substancje. By nie dopuścić do zatrucia okolicznych wód, władze decydują się zalać placówkę wodorotlenkiem sodu. Na miejsce zostaje ściągnięty MacGyver, by uratować uwięzionych w środku naukowców. Rozpoczyna się walka z czasem. |                          |                                                               |                      |
| 2 | The Golden Triangle      | Złoty trójkąt                                                 | 6 października 1985  |
| 3 | Thief of Budapest        | Złodziej z Budapesztu / Szpieg z Budapesztu                   | 13 października 1985 |
| 4 | The Gauntlet             | Wyzwanie / Mapa                                               | 20 października 1985 |
| 5 | The Heist                | Skok / Włamanie                                               | 3 listopada 1985     |
| 6 | Trumbo's World           | Świat Trumba / Świat Trumbo                                   | 10 listopada 1985    |
| 7 | Last Stand               | Przerwana podróż / Ostatni przystanek / Lot do Meksyku        | 17 listopada 1985    |
| 8 | Hellfire                 | Ogień piekielny                                               | 24 listopada 1985    |
| 9 | The Prodigal             | Wyrodny syn / Wyrodny brat                                    | 8 grudnia 1985       |
| 10 | Target MacGyver          | Cel MacGyver                                                  | 22 grudnia 1985      |
| 11 | Nightmares               | Koszmary                                                      | 15 stycznia 1986     |
| 12 | Deathlock                | Twierdza                                                      | 22 stycznia 1986     |
| 13 | Flame's End              | Płomienie / Zdążyć na czas                                    | 29 stycznia 1986     |
| 14 | Countdown                | Odliczanie / Bombowy rejs                                     | 5 lutego 1986        |
| 15 | The Enemy Within         | Wtyczka / Wróg wewnętrzny                                     | 12 lutego 1986       |
| 16 | Every Time She Smiles    | Jej uśmiech / Nie wierz nigdy kobiecie / Ilekroć się uśmiecha | 19 lutego 1986       |
| 17 | To Be a Man              | Męskie sprawy / Serce na dłoni / Męska sprawa                 | 5 marca 1986         |
| 18 | Ugly Duckling            | Brzydkie kaczątko                                             | 12 marca 1986        |
| 19 | Slow Death               | Sprawiedliwość / Powolna śmierć                               | 2 kwietnia 1986      |
| 20 | The Escape               | Ucieczka                                                      | 16 kwietnia 1986     |
| 21 | A Prisoner of Conscience | Więzień sumienia                                              | 30 kwietnia 1986     |
| 22 | The Assassin             | Zamachowiec / Zabójca                                         | 7 maja 1986          |

### Sezon 2 (1986-1987)
| Nr | Tytuł                 | Tytuł polski                              | Premiera             |
| -- | --------------------- | ----------------------------------------- | -------------------- |
| 1  | The Human Factor      | Czynnik ludzki                            | 22 września 1986     |
| 2  | The Eraser            | Likwidator                                | 29 września 1986     |
| 3  | Twice Stung           | Podwójny przekręt                         | 6 października 1986  |
| 4  | The Wish Child        | Cudowny chłopiec                          | 20 października 1986 |
| 5  | Final Approach        | Ostatnie podejście                        | 27 października 1986 |
| 6  | Jack of Lies          | Jack kłamca                               | 3 listopada 1986     |
| 7  | The Road Not Taken    | Niebezpieczna droga / Rozstaje            | 10 listopada 1986    |
| 8  | Eagles                | Orły                                      | 17 listopada 1986    |
| 9  | Silent World          | Świat ciszy / Cichy świat                 | 24 listopada 1986    |
| 10 | Three for the Road    | Troje na drodze                           | 15 grudnia 1986      |
| 11 | Phoenix Under Siege   | Zamach / W matni                          | 5 stycznia 1987      |
| 12 | Family Matter         | Kłopoty rodzinne / W krainie Bayou        | 12 stycznia 1987     |
| 13 | Soft Touch            | Rosyjski przyjaciel / Wyśpiewany telegram | 19 stycznia 1987     |
| 14 | Birth Day             | Dzień narodzin                            | 2 lutego 1987        |
| 15 | Pirates               | Piraci                                    | 9 lutego 1987        |
| 16 | Out in the Cold       | Urlop w górach                            | 16 lutego 1987       |
| 17 | Dalton, Jack of Spies | Jack Dalton / Szpieg szpiegów             | 23 lutego 1987       |
| 18 | Partners              | Partnerzy                                 | 2 marca 1987         |
| 19 | Bushmaster            | Podchody                                  | 23 marca 1987        |
| 20 | Friends               | Przyjaciele                               | 6 kwietnia 1987      |
| 21 | D.O.A.: MacGyver      | Kim jestem / Amnezja                      | 27 kwietnia 1987     |
| 22 | For Love or Money     | Z miłości lub dla pieniędzy               | 4 maja 1987          |

### Sezon 3 (1987-1988)
| Nr | Tytuł              | Tytuł polski                           | Premiera             |
| -- | ------------------ | -------------------------------------- | -------------------- |
| 1  | Lost Love: Part 1  | Utracona miłość: część 1               | 21 września 1987     |
| 2  | Lost Love: Part 2  | Utracona miłość: część 2               | 28 września 1987     |
| 3  | Back from the Dead | Powrót zza grobu                       | 5 października 1987  |
| 4  | Ghost Ship         | Statek widmo                           | 19 października 1987 |
| 5  | Fire and Ice       | Ogień i lód                            | 26 października 1987 |
| 6  | GX-1               | GX-1                                   | 2 listopada 1987     |
| 7  | Jack in the Box    | Jack w tarapatach / Jack krętacz       | 9 listopada 1987     |
| 8  | The Widowmaker     | Uciec od siebie / Skalna pułapka       | 16 listopada 1987    |
| 9  | Hell Week          | Piekielny tydzień / Śmiertelny konkurs | 23 listopada 1987    |
| 10 | Blow Out           | Wybuch                                 | 21 grudnia 1987      |
| 11 | Kill Zone          | Strefa śmierci                         | 4 stycznia 1988      |
| 12 | Early Retirement   | Wcześniejsza emerytura                 | 18 stycznia 1988     |
| 13 | Thin Ice           | Cienki lód                             | 1 lutego 1988        |
| 14 | The Odd Triple     | Trzecia do pary / Królewskie klejnoty  | 29 lutego 1988       |
| 15 | The Negotiator     | Negocjatorka                           | 7 marca 1988         |
| 16 | The Spoilers       | Zatruwacze / Truciciele                | 14 marca 1988        |
| 17 | Mask of the Wolf   | Maska wilka                            | 28 marca 1988        |
| 18 | Rock the Cradle    | Aaa kotki dwa / Maleństwo              | 18 kwietnia 1988     |
| 19 | The Endangered     | W zagrożeniu / Kłusownicy              | 2 maja 1988          |
| 20 | Murderers' Sky     | Niebo morderców / Jadeitowy smok       | 9 maja 1988          |

### Sezon 4 (1988-1989)
| Nr | Tytuł                        | Tytuł polski                             | Premiera             |
| -- | ---------------------------- | ---------------------------------------- | -------------------- |
| 1  | The Secret of Parker House   | Tajemnica domu Parkerów                  | 31 października 1988 |
| 2  | Blood Brothers               | Braterstwo krwi                          | 21 listopada 1988    |
| 3  | The Outsiders                | Outsiderzy / Droga serca                 | 28 listopada 1988    |
| 4  | On a Wing and a Prayer       | Skrzydła i modlitwa / Skrzydlata odsiecz | 5 grudnia 1988       |
| 5  | Collision Course             | Konfrontacja / Wyścig                    | 12 grudnia 1988      |
| 6  | The Survivors                | Sposób na przeżycie / Sztuka przetrwania | 9 stycznia 1989      |
| 7  | Deadly Dreams                | Zabójcze marzenia / Zabójczy podszept    | 16 stycznia 1989     |
| 8  | Ma Dalton                    | Mamuśka Dalton / Matka marnotrawna       | 23 stycznia 1989     |
| 9  | Cleo Rocks                   | Urok Kleopatry / Upiór w rock operze     | 6 lutego 1989        |
| 10 | Fraternity of Thieves        | Bractwo złodziei / Zabawa w szpiega      | 13 lutego 1989       |
| 11 | The Battle of Tommy Giordano | Bitwa na ranczo / Batalia o dziecko      | 20 lutego 1989       |
| 12 | The Challenge                | Wyzwanie                                 | 27 lutego 1989       |
| 13 | Runners                      | Uciekinierzy                             | 13 marca 1989        |
| 14 | Gold Rush                    | Gorączka złota                           | 27 marca 1989        |
| 15 | The Invisible Killer         | Niewidzialny zabójca                     | 10 kwietnia 1989     |
| 16 | Brainwashed                  | Pranie mózgu                             | 24 kwietnia 1989     |
| 17 | Easy Target                  | Łatwy cel                                | 1 maja 1989          |
| 18 | Renegade                     | Renegat                                  | 8 maja 1989          |
| 19 | Unfinished Business          | Niedokończona sprawa                     | 15 maja 1989         |

### Sezon 5 (1989-1990)
| Nr | Tytuł                           | Tytuł polski                     | Premiera             |
| -- | ------------------------------- | -------------------------------- | -------------------- |
| 1  | Legend of the Holy Rose: Part 1 | Legenda o Świętej Róży: część 1  | 18 września 1989     |
| 2  | Legend of the Holy Rose: Part 2 | Legenda o Świętej Róży: część 2  | 25 września 1989     |
| 3  | The Black Corsage               | Bezcenny klejnot                 | 2 października 1989  |
| 4  | Cease Fire                      | Zawieszenie broni                | 9 października 1989  |
| 5  | Second Chance                   | Druga szansa                     | 16 października 1989 |
| 6  | Halloween Knights               | Rycerze Halloweenu               | 30 października 1989 |
| 7  | Children of Light               | Dzieci światła                   | 6 listopada 1989     |
| 8  | Black Rhino                     | Nosorożec Czarny                 | 13 listopada 1989    |
| 9  | The Ten Percent Solution        | Rozwiązanie dziesięcioprocentowe | 20 listopada 1989    |
| 10 | Two Times Trouble               | Podwójny kłopot                  | 11 grudnia 1989      |
| 11 | The Madonna                     | Madonna                          | 18 grudnia 1989      |
| 12 | Serenity                        | Serenity                         | 8 stycznia 1990      |
| 13 | Live and Learn                  | Żyj i ucz się                    | 15 stycznia 1990     |
| 14 | Log Jam                         | Impas                            | 5 lutego 1990        |
| 15 | The Treasure of Manco           | Skarb Manca                      | 12 lutego 1990       |
| 16 | Jenny's Chance                  | Szansa Jenny                     | 19 lutego 1990       |
| 17 | Deep Cover                      | Tajemnica Ermy                   | 26 lutego 1990       |
| 18 | The Lost Amadeus                | Zagubiony Amadeusz               | 19 marca 1990        |
| 19 | Hearts of Steel                 | Serca ze stali                   | 9 kwietnia 1990      |
| 20 | Rush to Judgement               | Pośpieszny osąd                  | 16 kwietnia 1990     |
| 21 | Passages                        | Przejścia                        | 30 kwietnia 1990     |

### Sezon 6 (1990-1991)
| Nr | Tytuł                   | Tytuł polski                   | Premiera             |
| -- | ----------------------- | ------------------------------ | -------------------- |
| 1  | Tough Boys              | Obrońcy dzielnicy              | 17 września 1990     |
| 2  | Humanity                | Ludzkie odruchy                | 24 września 1990     |
| 3  | The Gun                 | Pistolet                       | 1 października 1990  |
| 4  | Twenty Questions        | Dwadzieścia pytań              | 8 października 1990  |
| 5  | The Wall                | Mur                            | 22 października 1990 |
| 6  | Lesson in Evil          | Lekcja zła                     | 29 października 1990 |
| 7  | Harry's Will            | Testament                      | 5 listopada 1990     |
| 8  | MacGyver's Women        | Kobiety MacGyvera              | 12 listopada 1990    |
| 9  | Bitter Harvest          | Gorzkie żniwa                  | 19 listopada 1990    |
| 10 | The Visitor             | Przybysz                       | 3 grudnia 1990       |
| 11 | Squeeze Play            | Ryzykowna gra                  | 17 grudnia 1990      |
| 12 | Jerico Games            | Jerico Games                   | 7 stycznia 1991      |
| 13 | The Wasteland           | Pustkowie                      | 21 stycznia 1991     |
| 14 | Eye of Osiris           | Oko Ozyrysa                    | 4 lutego 1991        |
| 15 | High Control            | Pod specjalnym nadzorem        | 11 lutego 1991       |
| 16 | There But for the Grace | Gdyby nie Boża Łaska           | 18 lutego 1991       |
| 17 | Blind Faith             | Ślepa wiara                    | 4 marca 1991         |
| 18 | Faith, Hope & Charity   | Wiara, nadzieja i miłosierdzie | 18 marca 1991        |
| 19 | Strictly Business       | Kontrakt                       | 8 kwietnia 1991      |
| 20 | Trail of Tears          | Szlak łez                      | 29 kwietnia 1991     |
| 21 | Hind-Sight              | Z perspektywy czasu            | 6 maja 1991          |

### Sezon 7 (1991-1992)
| Nr | Tytuł                        | Tytuł polski                           | Premiera             |
| -- | ---------------------------- | -------------------------------------- | -------------------- |
| 1  | Honest Abe                   | Uczciwy Abe                            | 16 września 1991     |
| 2  | The 'Hood                    | Sąsiedztwo                             | 23 września 1991     |
| 3  | Obsessed                     | Obsesja                                | 30 września 1991     |
| 4  | The Prometheus Syndrome      | Syndrom Prometeusza                    | 7 października 1991  |
| 5  | The Coltons                  | Coltonowie                             | 14 października 1991 |
| 6  | Walking Dead                 | Żywy trup                              | 21 października 1991 |
| 7  | Good Knight MacGyver: Part 1 | Dobry rycerz MacGyver: część 1         | 4 listopada 1991     |
| 8  | Good Knight MacGyver: Part 2 | Dobry rycerz MacGyver: część 2         | 11 listopada 1991    |
| 9  | Deadly Silents               | Zabójcze nieme filmy                   | 18 listopada 1991    |
| 10 | Split Decision               | Trudna decyzja                         | 2 grudnia 1991       |
| 11 | Gunz 'n Boyz                 | Uliczne gangi                          | 16 grudnia 1991      |
| 12 | Off the Wall                 | Eksmisja                               | 30 grudnia 1991      |
| 13 | The Stringer                 | Fotoreporter / Wolny strzelec (Polsat) | 25 kwietnia 1992     |
| 14 | The Mountain of Youth        | Źródło wiecznej młodości               | 21 maja 1992         |